# The Invention of Hugo Cabret
The Invention of Hugo Cabret (Brasil: A Invenção de Hugo Cabret ) é um livro juvenil de aventura escrita pelo norte-americano Brian Selznick.

## Enredo
Hugo Cabret é um órfão de 12 anos que vive escondido na central de trem de Paris dos anos 1930. Esgueirando-se por passagens secretas, Hugo cuida de gigantes relógios do lugar: escuta seus compassos, observas enormes ponteiros e responsabiliza-se pelo funcionamento das máquinas. A sobrevivência de Hugo depende do anonimato: ele tenta se manter invisível porque guarda um incrível segredo, que é posto em risco quando o severo dono da loja de brinquedos da estação e sua afilhada Isabelle, cruzam o caminho do garoto. Um desenho enigmático, um caderno valioso, uma chave roubada e um homem mecânico estão no centro desta intrincada e imprevisível história. A história inspirou um filme: Hugo, que foi lançado em 2011.